# J. K. Simmons
Jonathan Kimble Simmons (* 9. leden 1955, Detroit, USA) je americký herec. Jedna z jeho významných rolí je J. Jonah Jameson ve filmu Spiderman a role starosty Lionhearta ve filmu Zootropolis.

## Počátky
Narodil se v Detroitu v USA do rodiny úřednice Patricie a profesora Donalda. Jeho bratr David je zpěvákem a skladatelem, sestra Elizabeth je profesorkou. Vyrůstal v Ohiu a Montaně. Byl členem divadla v Seattlu.

## Kariéra
Před kamerou se poprvé objevil v roce 1986 v televizním filmu Detektiv Doyle. Divákům pak může být znám z mnoha celovečerních filmů např. Nezvaný host, Šakal, Anastázie, Celebrity, Pravidla moštárny, Hra snů, Téměř dokonalý zločin nebo Juno.
Objevil se také v hlavních rolích seriálů jako Zákon a pořádek nebo Closer.
Je také hercem vystupujícím na Broadwayi.

## Osobní život
Od roku 1996 je ženatý s Michelle Schumacher, mají spolu 3 děti.

## Vybraná filmografie

### Filmy
- 1994 – Skaut, Nezvaný host
- 1996 – Smrtící léčba, Klub odložených žen
- 1997 – Šakal, Dráždivé intriky, Anastázie
- 1998 – Celebrity
- 1999 – Pravidla moštárny, Hra snů
- 2000 – Téměř dokonalý zločin, Podzim v New Yorku, Pěkná mrcha
- 2001 – Mexičan
- 2002 – Spider-Man
- 2004 – Spider-Man 2, Ohnivý oceán, Lupiči paní domácí
- 2005 – Drsný časy, Děkujeme, že kouříte
- 2006 – První sníh, Astronaut
- 2007 – Spider-Man 3, Postal, Odvlečen, Juno
- 2008 – Po přečtení spalte
- 2009 – Rudý písek, Lítám v tom, Kámoš k pohledání, Jennifer´s Body - Bacha, kouše!, Holka z města, Extrakt, Bráchova holka, Armáda jednoho, Absolventka
- 2010 – Opravdová kuráž, Neviditelný symbol, Megamysl, Bláznivá sobota
- 2011 – Znovu a jinak, Hudba hrát nepřestala, Dobrý doktor
- 2012 – Kontraband
- 2013 – Temné nebe, Prodloužený víkend, Jobs
- 2014 – Whiplash
- 2019 – Spider-Man: Daleko od domova
- 2021 – Spider-Man: Bez domova

### Televizní filmy
- 1986 – Detektiv Doyle
- 1997 – Možná jsem vrah
- 2002 – Cesta do války
- 2004 – 3:Dale Earnhardtův příběh
- 2007 – Mé srdce pohřběte u Wounded Knee

### Televizní seriály
- 1989 – Simpsonovi
- 1994 – Zákon a pořádek
- 1997 – Oz
- 2003 – Plastická chirurgie s.r.o.
- 2005 – Vražedná čísla, Closer
- 2009 – Párty na klíč
- 2010 – Vychovávat Hope, Pound Puppies: Štěňátka do každé rodiny, The Avengers: Nejmocnější hrdinové světa
- 2012 – Legenda Korry, Dokonalý Spiderman